# Vladimir Benechevitch
Vladimir Nikolaïevitch Bénéchévitch (Владимир Николаевич Бенешевич), né le 9 août 1874 à Drouïa dans le gouvernement de Wilna (actuelle Lituanie) dans l'Empire russe et mort le 27 janvier 1938 à Léningrad (URSS), est un universitaire biélorusse, byzantinologue, paléographe, juriste et membre-correspondant de l'Académie des sciences (1924) qui fut assassiné par le NKVD. Il est considéré comme nouveau martyr de l'orthodoxie par l'Église orthodoxe russe.

## Biographie

### Famille
Bénéchévitch est issu d'une famille biélorusse russifiée, fils de juge et petit-fils de prêtre orthodoxe. Son frère Dimitri (1877-1938), ingénieur des mines et géologue, enseigne à l'École des mines de Léningrad et travaille en plus en tant que directeur technique à la NII de Dniepropetrovsk. Il est arrêté en 1930, condamné en 1931 à cinq ans de travaux forcés et de nouveau arrêté pendant les Grandes Purges de Staline en 1937, puis fusillé.
Vladimir Bénéchévitch épouse en 1909 Amata (dite Lioudmila) Zielińska (21 décembre 1888 - 3 février 1967), fille du fameux philologue classique Tadeusz Zieliński. Elle est arrêtée en 1930, condamnée à cinq ans de camp de travail. Elle travaille ensuite en tant que bibliothécaire et donne des leçons de latin à l'Institut de pédiatrie de Léningrad jusqu'en 1951. Elle se consacre à l'œuvre de son mari des années après sa mort. Elle passe toute sa vie à Léningrad. Aucun de leurs trois fils ne survit. L'aîné Nikita meurt à l'âge de huit ans en 1918 et ses jumeaux nés en 1911, Gueorgui et Dimitri, sont fusillés par les communistes en 1937.

### Éducation
Il termine le lycée classique no 1 de Wilna en 1893 avec une médaille d'or, puis il entre à la faculté de droit de l'université de Saint-Pétersbourg et reçoit son diplôme de premier grade en 1897. Il est appelé à se former comme enseignant de droit par la faculté. Il étudie donc en Allemagne de 1897 à 1901 aux universités de Heidelberg, de Leipzig et de Berlin, où il se forme en droit, en histoire et en philosophie.
Il reçoit son diplôme magistériel en droit canonique en 1905. Sa thèse porte sur L'Histoire des sources du droit canonique de l'Église grecque du deuxième quart du VIIe siècle à l'an 883. Elle lui vaut le prix du comte Ouvarov. Il est docteur en droit canonique en 1914. Sa thèse s'intitule La Synagogue selon cinquante travaux et d'autres sources juridiques de Jean Scholastique qui reçoit également le prix du comte Ouvarov.

### Travaux
Bénéchévitch est l'un des érudits les plus éminents de son époque et le plus éminent en ce qui concerne le droit canonique orthodoxe. Il se rapporte toujours aux sources, parle, en plus du russe, couramment le grec ancien, le latin, l'allemand, le français, l'italien et connaît également l'anglais, le serbe, le bulgare, le tchèque, le polonais, le grec moderne. Il traduit aussi des textes du syriaque, du vieux-géorgien, du vieil-arménien.
Il étudie entre 1900 et 1905 les sources dans différentes bibliothèques d'Europe et du Proche-Orient, notamment les manuscrits slaves et byzantins. Entre 1901 et 1908, en 1911 et en 1912, il participe à des expéditions archéographiques au Mont Athos, dans le Sinaï au monastère Sainte-Catherine, en Grèce, en Asie Mineure et en Palestine, où il peut consulter les archives manuscrites de différents monastères. Il visite également quarante-neuf bibliothèques en Europe, travaillant ainsi à Paris, Vienne, Munich, ou à Rome. Il consulte tous les manuscrits grecs concernant le droit et découvre des sources inexploitées, ayant l'intention de fonder une base de recherche systématique sur l'histoire du droit grec et romain.
Il est rédacteur entre 1908 et 1918  à La Revue des études slaves.
Lors d'un de ces trois voyages entre 1907 et 1911, Vladimir Benechevitch découvre trois feuillets du codex cachés dans les couvertures d'autres manuscrits dans la bibliothèque du monastère. Ses feuillets sont acquis par l'Empire russe pour rejoindre la bibliothèque nationale russe à Saint-Pétersbourg et s'y trouvent encore aujourd'hui,.
Bénéchévitch est l'auteur de plus d'une centaine de publications concernant l'Empire byzantin, aussi bien en histoire, qu'en littérature, en droit ou en linguistique, et aussi dans le domaine de l'épigraphie, de l'archéologie et de l'art. Ses recherches portent également sur les peuples slaves, géorgiens, arabes et syriaques qui vivaient sous l'influence grecque de Byzance.
Il est fait docteur honoris causa de l'université d'Athènes en 1912, et en Allemagne membre-correspondant de l'académie des sciences de Strasbourg en 1914, de l'académie de Bavière en 1927 et de l'académie des sciences de Prusse en 1929.

### Enseignement
Il est Privat-Dozent en 1905, nommé professeur extraordinaire en 1909, puis professeur ordinaire de l'université de Saint-Pétersbourg (devenue université de Petrograd après 1914). De 1905 à 1910, le professeur Bénéchévitch est occupé à des recherches concernant la paléographie grecque et l'histoire byzantine et enseigne ces matières à l'institut impérial historico-philologique de Saint-Pétersbourg. Il donne ensuite des cours à partir de 1910 à la faculté de droit concernant le droit canonique et le droit public. L'un de ses étudiants est alors Serafim Iouchkov (1888-1952), futur historien du droit.
Il enseigne également l'histoire du droit canonique au lycée Alexandre de Saint-Pétersbourg (1903-1904), au séminaire de Saint-Pétersbourg (1906-1909), à l'université féminine de Saint-Pétersbourg (1909-1917), et à l'académie juridique militaire (1909-1912).

### Après 1917
Après la révolution de février, le professeur Bénéchévitch est envoyé à Tiflis pour étudier la question qui se pose alors de l'autocéphalie de l'Église orthodoxe géorgienne. À l'hiver 1917-1918, le professeur Bénéchévitch prend part au synode de l'Église orthodoxe russe qui refonde la situation juridico-canonique de l'Église après la Révolution d'Octobre en étant l'un de ses secrétaires. Il est arrêté lors d'une campagne d'athéisme en 1922, mais il est relâché.
À partir de 1919, il travaille comme simple archiviste, mais parvient ensuite à diriger de 1923 à 1927 la bibliothèque de l'académie d'État d'histoire et de la culture matérialiste. De 1925 à 1928, il est bibliothécaire principal et conservateur des manuscrits grecs du département des manuscrits de la bibliothèque publique de Léningrad, où il organise une photothèque, mais il est entretemps encore arrêté dans le courant de l'année 1924.
En 1926, il est nommé secrétaire de la commission byzantine de l'académie des sciences d'URSS et obtient le droit en 1927 de se rendre en Allemagne pendant trois mois pour une mission d'études qu'il consacre à des recherches sur des manuscrits grecs. L'académie de Bavière et l'académie de Prusse lui proposent avant son retour en URSS de publier ses travaux sur Jean Scholastique. Il est candidat à son retour à l'académie des sciences d'URSS.

### Terreur stalinienne
Le professeur Bénéchévitch est avisé en novembre 1928 que ses recherches et ses travaux sont interrompus, car il est soupçonné d'espionnage en faveur du Saint-Siège, l'imagination de la police secrète de cette époque ayant trouvé ce motif. Ensuite il est accusé d'espionnage en faveur de l'Allemagne et de la Pologne. Il est condamné à l'issue d'un procès expéditif et falsifié à trois ans d'emprisonnement. Il est aussitôt déporté au camp de Solovki. Il a cinquante-quatre ans. Il est de nouveau arrêté au camp en 1930 et transféré à Léningrad pour un procès supplémentaire en rapport avec l'affaire Platonov, qui provoqua l'arrestation de nombreux savants et académiciens. On l'accuse d'avoir été approché comme futur ministre d'un gouvernement devant renverser Staline. Il est condamné à cinq ans supplémentaires et déporté au camp d'Oukhta-Petchora. Son frère Dimitri (qui sera fusillé en 1937) et son épouse sont également arrêtés pour les mêmes motifs et envoyés au goulag.
Au moment de son arrestation, presque toute sa documentation et ses sources sont détruites, ainsi que ses copies de manuscrits antiques. Beaucoup de ses travaux disparaissent à jamais et près de deux mille clichés photographiques. Des quarante-neuf descriptions faites par le professeur Bénéchévitch de manuscrits étudiés dans les bibliothèques européennes, seules trois échappent à la destruction.
En mars 1933, grâce à l'entremise de Vladimir Bontch-Brouïevitch, Vladimir Bénéchévitch est relâché par les autorités communistes. Il retrouve le droit de travailler à la bibliothèque publique de Léningrad à la section des manuscrits au début de l'année 1934, lorsque son passeport intérieur lui est rendu, et obtient la permission des autorités de donner un cours d'histoire byzantine à l'université. Son épouse est libérée en février 1934.
C'est alors qu'en mai 1937, paraît à Munich le premier tome de ses études sur Jean Scholastique traduites en allemand. Le professeur est  arrêté, lorsque la nouvelle atteint les autorités quelques mois plus tard. Les Izvestia font paraître alors un article vengeur accusant le professeur de trahir son pays en faveur de l'Allemagne « fasciste » (le vocabulaire des communistes soviétiques n'employait pas le terme de national-socialiste). Il est aussitôt rayé de l'université et arrêté  par le NKVD le 27 novembre 1937 pour espionnage. Sujet à des troubles cardiaques, il passe une partie de son temps à l'infirmerie de la prison et il est fusillé le 27 janvier 1938. Ses deux fils et son frère avaient déjà été fusillés quelques mois auparavant pour le même motif. 
Il est rayé de la liste des académiciens en avril 1938 et remis sur la liste en décembre 1958, lorsqu'il est réhabilité. Il est enterré au Cimetière mémorial de Levachovo.

## Quelques œuvres
- Deux livrets de traductions slaves du syntagme de Matthieu Blastarès[8] conservés à la bibliothèque synodale de Saint-Pétersbourg, description et commentaires, Saint-Pétersbourg, 1902.
- Histoire des sources du droit canonique de l'Église grecque du deuxième quart du VIIe siècle à l'an 883, Saint-Pétersbourg, 1905.
- Le Droit canonique vieux-slave en XIV livres sans exégèse, Saint-Pétersbourg, 1907.
- Le Prologue arménien des saints Boris et Gleb, Saint-Pétersbourg, 1909.
- Les Réponses de Pierre Chartophiliaque, Saint-Pétersbourg, 1909.
- Description des manuscrits grecs du monastère Sainte-Catherine du Sinaï, Saint-Pétersbourg, 1911-1917, tomes I à III
- La Synagogue selon cinquante travaux et d'autres sources juridiques de Jean Scholastique, Saint-Pétersbourg, 1914.
- Recueil des documents juridiques en histoire du droit canonique de l'Église orthodoxe russe avant l'époque de Pierre le Grand, Petrograd, 1915 (deux éditions).
- Actes de Vazelon[9]. Documents servant à l'histoire de la propriété terrienne des paysans et des monastères à Byzance entre le VIIIe siècle et le XVe siècle, Léningrad, 1927 (publication posthume en collaboration avec F. Ouspenski).
- Corpus scriptorum juris græco-romani tam canonici quam civilis, Sofia, 1935.

### Source
- (ru) Cet article est partiellement ou en totalité issu de l’article de Wikipédia en russe intitulé « Бенешевич, Владимир Николаевич » (voir la liste des auteurs).